# Le Jeune Ahmed
Pour plus de détails, voir Fiche technique et Distribution.
Le Jeune Ahmed est un film dramatique belge des frères Dardenne, sorti en 2019.

## Synopsis
En Belgique, Ahmed, jeune adolescent en recherche de repère et surtout d'identité, s'enferme dans le discours extrémiste d'un imam radical de son quartier. Ce discours de haine, assimilé par le jeune homme, va le pousser à agir. De son action extrême surviendront bien des changements : dans sa vie, dans les méandres de services qui peinent à s'en charger comme dans la prison idéologique où il s'est enfermé.

## Fiche technique
- Titre original : Le Jeune Ahmed
- Réalisation : Jean-Pierre Dardenne et Luc Dardenne
- Scénario : Jean-Pierre Dardenne et Luc Dardenne
- Montage : Marie-Hélène Dozo
- Production : Les Films du Fleuve, Centre du cinéma et de l'audiovisuel de la Fédération Wallonie-Bruxelles
- Distribution :  Cinéart
- Pays :  Belgique
- Langue : français
- Durée : 84 minutes
- Dates de sortie : 
  -  France : 20 mai 2019 (festival de Cannes 2019), 22 mai 2019 (sortie nationale)
  -  Belgique : 22 mai 2019

## Distribution
- Idir Ben Addi : Ahmed
- Olivier Bonnaud : l'éducateur
- Myriem Akheddiou : Inès
- Victoria Bluck : Louise
- Claire Bodson : la mère  d'Ahmed
- Othmane Moumen : l'imam Youssouf
- Timour Magomedgadjiev : Isa
- Olivier Tutsche : un passant

## Production

### Tournage
Le tournage a commencé dans la province de Liège le 24 juillet 2018, à Seraing et à Neupré, entre autres. Les cinéastes ont également filmé pendant trois semaines à la ferme de la Croix de Mer à Borlez.

## Accueil

### Critique
En France, le site Allociné recense une moyenne des critiques presse de 3,7/5.
Pour Étienne Sorin du Figaro, « la force du film des Dardenne est de ne pas tomber dans le film à thèse, dans l'illustration de causes économiques et sociales qui expliqueraient un endoctrinement religieux qui, in fine, échappe à toute explication rationnelle. ».
Pour Jean-Claude Raspiengeas de La Croix, « Fidèles à leur style naturaliste, les deux frères appliquent la règle de Bertolt Brecht : le réalisme ne consiste pas à dire des choses vraies, mais à dire ce que sont vraiment les choses. ».

## Distinction

### Récompenses
- Festival de Cannes 2019 : Prix de la mise en scène[7]
- Magritte du cinéma 2020 : 
  - Meilleure actrice dans un second rôle pour Myriem Akheddiou
  - Meilleur espoir masculin pour Idir Ben Addi

### Nomination
- César 2020 : Meilleur film étranger